# دروود (مریلند)

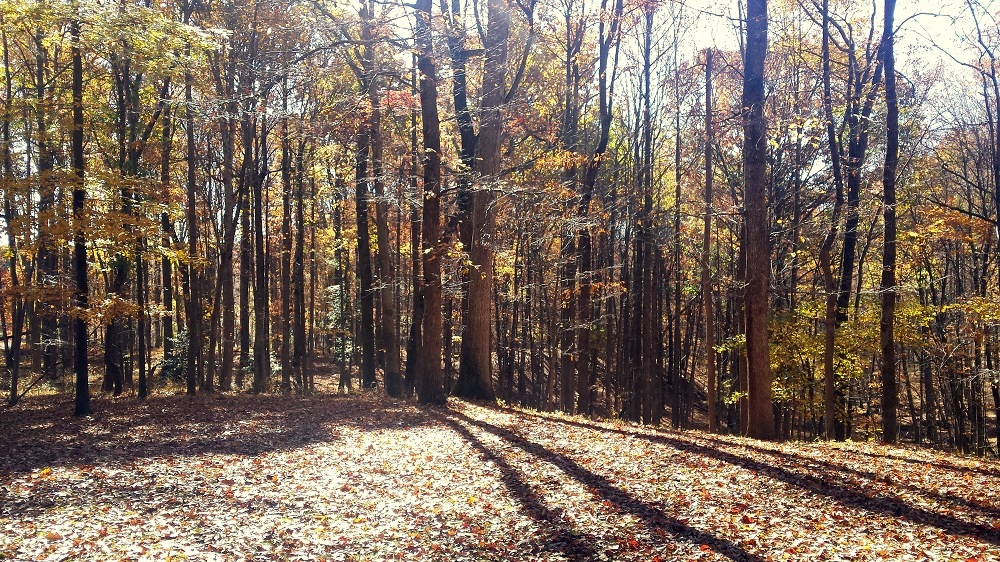
پاییز در منطقه دِروود

دروود (به انگلیسی: Derwood) شهری در ایالت مریلند کشور ایالات متحده آمریکا است که جمعیت آن در سرشماری سال ۲۰۱۰ میلادی، ۲٬۳۸۱ نفر بوده‌است.
نام این منطقه به دلیل وجود تعداد زیادی گله آهو از واژه Deer (به معنای آهو) گرفته شده است.